# Reithof (Gemeinde Martinsberg)
Reithof ist eine Rotte in der Marktgemeinde Martinsberg im Bezirk Zwettl in Niederösterreich.

## Geografie
Die Rotte befindet sich oberhalb des Weitenbachtals, 2025 gab es in der Rotte 2 Wohnadressen, sie gehört zur südwestlich liegenden Katastralgemeinde Thumling und ist über eine Zufahrtsstraße von der Bundesstraße 36 sowie Oberthumling aus erschlossen.

## Geschichte
In der Josephinischen Landesaufnahme aus dem Jahr 1781 wird der Ort als Reithbauer genannt.
Im Eintrag der Josephinischen Fassion aus Jahre 1786/87 gab es in der heutigen Ortslage ein Haus, das die Hausnummer Thumling 23 hatte.
In Folge der Theresianischen Reformen wurde der Ort dem Kreis Ober-Manhartsberg unterstellt und nach dem Umbruch 1848 war er bis 1867 dem Amtsbezirk Ottenschlag zugeteilt.
Nach der Entstehung der Ortsgemeinden 1849 wurde der Hof ein Teil der Katastralgemeinde Thumling als Teil der neugegründeten Ortsgemeinde Ulrichschlag.
Laut Adressbuch von Österreich waren im Jahr 1938 in der Einzellage Reithof ein Landwirt ansässig.
Im Zuge der Niederösterreichischen Kommunalstrukturverbesserung wurde die Ortslage durch die Auflösung der Gemeinde Ulrichschlag am 1. Januar 1970 ein Teil von Martinsberg.